# تحرير الفيديو

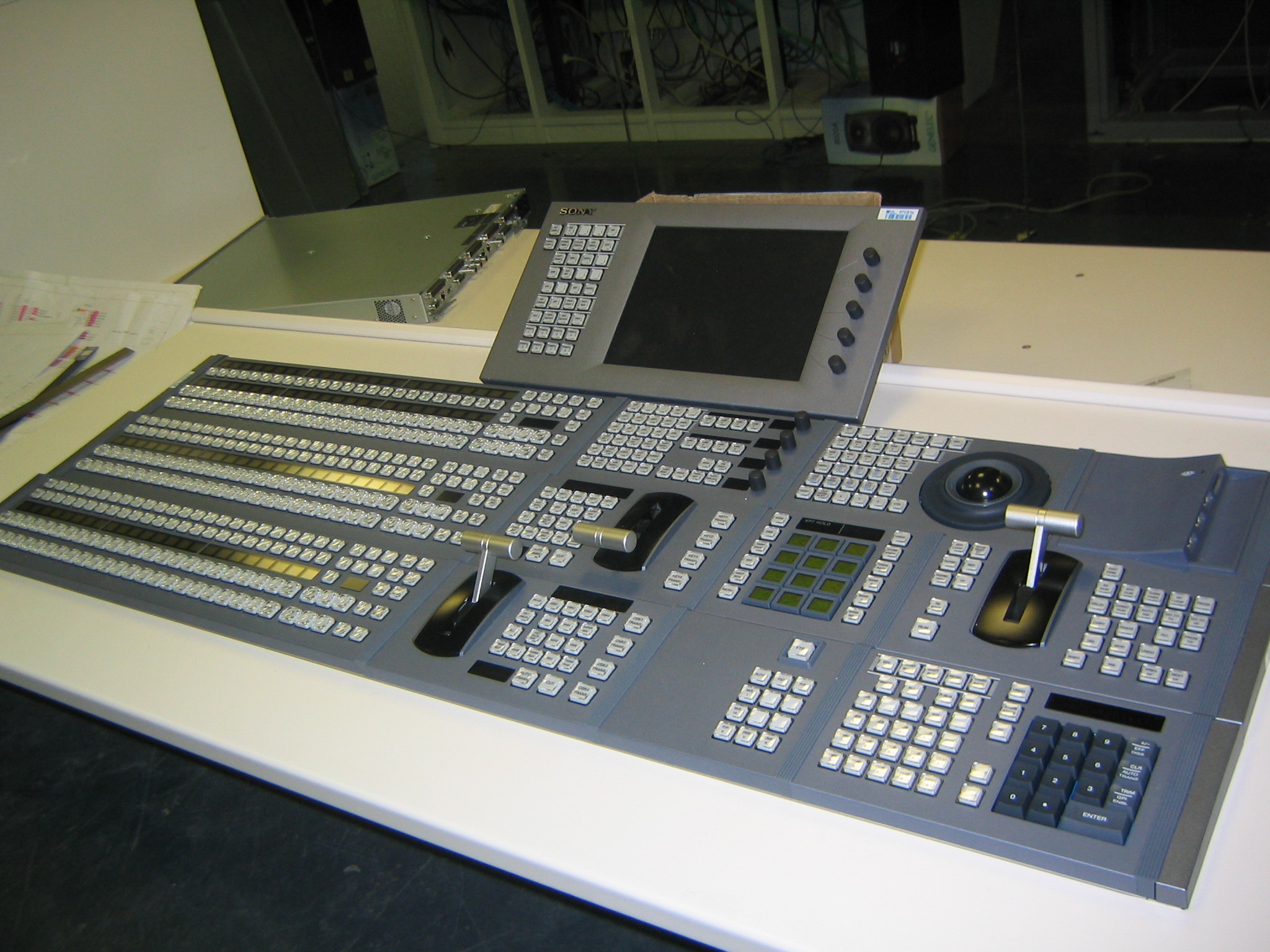
مركب مرئي

تحرير الفيديو أو كما يعرف عموماً بالمونتاج. هو فن ترتيب المشاهد واللقطات المصورة وتنسيقها ضمن تتابع زمني مدروس، بحيث تتحول إلى رسالة مترابطة، جذابة، محددة المعنى.
والمونتاج كلمة فرنسية Montage [الإنجليزية] يقابلها باللغة الإنجليزية كلمة تحرير
و باللغة العربية كلمة تحرير أو توليف.

## مقدمة
تحرير الفيديو هو عملية التعديل على شرائح من لقطات متحركة في الفيديو المنتج، مؤثرات صوتية معينة أو تسجيلات صوتية في عملية ما بعد الإنتاج. تحرير الصورة المتحركة أو «التحرير السينمائي» يكون سابقاً لمرحلة تحرير الفيديو، وبعدّة طرق، تحرير الفيديو يحاكي تحرير صور الفلم المتحركة، نظرياً وباستخدام تحرير الفيديو على الأنظمة الخطيّة وبرامج تحرير الفيديو على أنظمة التحرير غير الخطيّة. باستخدام الفيديو يستطيع المخرج أن يربط بين أحداث خيالية وغير خيالية. أهداف التحرير هي التلاعب بهذه الأحداث لجلب صلة أقرب للهدف الأصلي أو الغاية، إنه فن مرئي.
كانت مسجلات أشرطة الفيديو في بدايتها غالية الثمن، وكان تدني الجودة الناتج عن النسخ كبيرًا جدًا، حيث إن شريط الفيديو الرباعي ذا البوصتين حرر بتصور المقطع المسجل باستخدام سائل حديدي يتمغنط بقوة في المجال المغناطيسي وبالقطع بشفرة الموس أو المقصلة وتوصيله مع شريط الفيديو. طليت قطعتا الشريط المراد ربطهما بمحلول مكون من برادة حديد دقيقة جدا معلقة (لا ذائبة ولا راسبة) في مادة رباعي كلوريد الكربون وهو مركب سام ومسرطن. وهذا طور المقاطع المغناطيسية وجعلها مرئية عند مشاهدتها عبر المجهر ليتسنى بعد ذلك صفها في آلة وصل مصممة لهذه المهمة.
سمحت التحسينات في الجودة وا الاقتصاد وابتكار خاصية رأس المسح الطائر بتسجيل العديد من المواد السمعية والمرئية بالإضافة إلى ما سجل قبل ذلك في شريط مغناطيسي موجود مقدم بتقنية تحرير خطية فإذا كان هناك حاجة لتغيير طول مشهد قريب من بداية شريط الفيديو، فإنه يجب إعادة تسجيل كل المشاهد التي تليه بالترتيب بالإضافة إلى ذلك يمكن الاستماع إلى المصادر بعد تسجيلها مباشرة من خلال محول الفيديو لصنع انتقالات معقدة بين المشاهد.

## تحرير الفيديو
هي عملية تركيب صور ولقطات الفيديو. سابقًا كانت توجد فئة خاصة من الآلات باهظة الثمن متخصصة بتحرير الفيديو، الآن أصبحت برامج تحرير الفيديو متاحة على أجهزة الكمبيوتر الشخصية ومحطات العمل. ويشمل تحرير الفيديو قص الشرائح واللقطات، إعادة تسلسل المقاطع، وإضافة الانتقالات وغيرها من المؤثرات الخاصة.
والذي يقوم بعملية التركيب أو المونتاج يسمى مونتير Monteur أو محرر، ويعتمد المونتير في عمله على خبرته وحسه الفني وثقافته العامة وقدرته على إعادة إنتاج مشاهد تبدو مألوفة، لكنها بالقص واللصق وإعادة الترتيب والتوقيت الزمني للأحداث، تتحول إلى عمل فني ذو خطاب متناسق موجه إلى المشاهدين.
ومع الطفرة التقنية التي تتسارع وتيرتها يوماً بعد يوم، يبرز دور المونتير إلى أن يتوازى مع دور المخرج وكاتب السيناريو، والمونتاج لا يعني مجرد تركيب وإلصاق مشهد بأخر، بل هو فن إبداعي يعتمد على الفكرة، التي تعطي العمل الفني عمق أبداعي يعكس أفكار واتجاهات وميول العاملين به. فهو بالنهاية وسيلة تعبيرية تعكس رؤية محدده بشكل جذاب ومؤثر.
لمصطلح (تحرير الفيديو) عدة معاني أخرى مثل:
- تحرير الفيديو الخطي، باستخدام أشرطة الفيديو
- نظام التحرير غير الخطي، باستخدام أجهزة الحاسب المحتوية على برامج تحرير فيديو
- التحرير غير المباشر
- التحرير المباشر
- مزج الصور، وذلك حال العمل ضمن بيئات البث التلفزيوني المباشر وإنتاج الفيديو

## التحرير الخطي (الطولي) بواسطة جهاز الفيديو
كانت هناك فترة انتقالية تماثلية تستخدم مصادر متعددة لجهاز الفيديو (VCR) مع نظام (EditDroid) باستخدام مشغلات أقراص الليزر ولكن الأنظمة الحديثة التي لا تستخدم التحرير الخطي (الطولي) تحرر لقطات الفيديو رقمياً على الأقراص الصلبة من الفيديو التماثلي (القياسي) أو حتى الفيديو الرقمي ويتم حفظ وتسجيل المحتوى في الأصل بترميز مناسب والذي يتم استخدامه لاحقاً بواسطة برامج تحرير الفيديو لمعالجة اللقطات المأخوذة (المسجلة) وقد أصبح الفيديو عالي الوضوح أكثر رواجاً ويمكن تحريره بسهولة باستخدام نفس برامج تحرير الفيديو جنباً إلى جنب مع برامج الرسوم المتحركة المرتبطة بها ويتم ترتيب مقاطع الفيديو وفق جدول زمني ومسارات موسيقية وعناوين وتضاف لها رسومات رقمية على الشاشة ومن الممكن إضافة تأثيرات خاصة عليها ويعتبر البرنامج النهائي هو المقدمة للفيديو النهائي، بعد ذلك يتم توزيع الفيديو بطرق متنوعة تتضمن أقراص الدي في دي وصفحات الإنترنت وبرنامج كويك تايم للأفلام والآيبود والأقراص الضوئية أو أشرطة الفيديو.

## إنتاج مقاطع الفيديو المنزلية
مثل العديد من التكنلوجيات انخفضت تكلفة إنتاج الفيديو كثيراً حيث كان نظام 2"كوادرابلكس يكلف مبلغاً كبيراً حتى أن الكثير من مراكز الإنتاج التلفزيونية تستطيع أن تتحمل تكاليف وحدة مونتاج واحدة فقط كما أن معالجة الفيديوهات تتطلب جهداً كبيراً وتدريباً خاصاً وبالمقابل فإن أي جهاز حاسوب منزلي تم بيعه منذ العام 2000م يمتلك السرعة ومساحة التخزين ويمكنه التحويل الرقمي وتحرير المقاطع التلفزيونية ذات الوضوح القياسي (SDTV) حيث تشمل أنظمة التشغيل الأساسية برامج تحرير الفيديو مثل برنامج أبل (iMovie) وبرنامج مايكروسوفت (Movie Maker)كما توجد خيارات إضافية كالبرامج التجارية الاحترافية مفتوحة المصدر وبرامج تحرير الفيديو كما ظهرت أيضاً برامج تحرير الفيديو التلقائية (الذاتية) وفتحت مجال تحرير مقاطع الفيديو لشريحة أكبر من افراد المجتمع الهواة وقللت الوقت الذي يستغرقه تحرير مقطع الفيديو.

الواجهة الرئيسية لبرنامج تحرير الفيديو الشهير سوني فيغاس

وهناك العديد من البرامج المستخدمة لتحرير الفيديو بعضها احترافي وبعضها بسيط فمن البرامج الاحترافية:
| الموقع بالعربية    | الموقع بالإنجليزية               |
| ------------------ | -------------------------------- |
| أفيد ميديا كومبوزر | Avid Media Composer [الإنجليزية] |
| أدوبي بريمير برو   | أدوبي بريمير برو                 |
| فاينل كت           | فاينال كت برو                    |
| ايديوس             | Edius                            |
| سوني فيغاس برو     | فيغاس برو                        |

## برامج المونتاج البسيطة
| الموقع بالعربية  | الموقع بالإنجليزية |
| ---------------- | ------------------ |
| ويندوز موفي ميكر | ويندوز موفي ميكر   |
| بروشو بروديوسر   | Proshow Producer   |

وهناك برامج تحرير فيديو مساعدة يكون لها دور تكميلي لبرامج التحرير الأصلية وتسمى اضافات أو فلاتر مثل:

ماجيك بوليت(الرصاصة السحرية)

## وصلات خارجية
- موقع لتعليم المونتاج
- أفضل برامج تصميم الفيديو